# Cholomiza bimaculata
Cholomiza bimaculata är en fjärilsart som beskrevs av W. Warren 1907. Cholomiza bimaculata ingår i släktet Cholomiza och familjen mätare. Inga underarter finns listade i Catalogue of Life.